# 張素 (雍正進士)
張素，字居易，贵州凱裡人，清朝政治人物、同進士出身。

## 生平
雍正二年（1724年）甲辰科進士，三甲八十五名。雍正六年，任陝西郿縣知縣。